# Huy chương Thomas Hunt Morgan
Huy chương Thomas Hunt Morgan là một giải thưởng dành cho người có đóng góp suốt đời vào lĩnh vực Di truyền học. Huy chương này do Hội Di truyền học Hoa Kỳ trao hàng năm, bắt đầu từ năm 1981.

## Những người đoạt Huy chương
- 1981 Barbara McClintock và Marcus M. Rhoades
- 1982 Sewall Wright
- 1983 Edward B. Lewis
- 1984 George W. Beadle và R. Alexander Brink
- 1985 Herschel Roman
- 1986 Seymour Benzer
- 1987 James F. Crow
- 1988 Norman H. Giles Lưu trữ ngày 19 tháng 7 năm 2011 tại Wayback Machine
- 1989 Dan L. Lindsley Lưu trữ ngày 20 tháng 7 năm 2011 tại Wayback Machine
- 1990 Charles Yanofsky
- 1991 Armin Dale Kaiser
- 1992 Edward H. Coe, Jr.
- 1993 Ray D. Owen
- 1994 David D. Perkins
- 1995 Matthew Meselson
- 1996 Franklin W. Stahl
- 1997 Oliver E. Nelson
- 1998 Norman H. Horowitz
- 1999 Salome Waelsch
- 2000 Evelyn M. Witkin
- 2001 Yasuji Oshima
- 2002 Ira Herskowitz
- 2003 David S. Hogness
- 2004 Bruce N. Ames
- 2005 Robert L. Metzenberg
- 2006 Masatoshi Nei
- 2007 Oliver Smithies
- 2008 Michael Ashburner
- 2009 John Roth
- 2010 Alexander Tzagoloff
- 2011 James E. Haber
- 2012 Kathryn V. Anderson[1]
- 2013 Thomas D. Petes[2]
- 2014 Frederick M. Ausubel